# Teresa Torga

Teresa Torga.

Maria Teresa Gomes Baptista Ribeiro, conhecida pelo seu nome artístico Teresa Torga (São Sebastião da Pedreira, Lisboa, 25 de novembro de 1932 – Lisboa, 8 de abril de 2007), foi uma actriz e corista portuguesa, que serviu de inspiração para a canção Teresa Torga, de José Afonso. 

## Biografia
Nasceu na freguesia de São Sebastião da Pedreira, em Lisboa, a 25 de novembro de 1932, e era filha do funcionário público José Baptista, natural da freguesia e concelho do Sabugal, e de Maria Felicidade Gomes, doméstica, natural do Funchal.
Adoptou o nome artístico em homenagem ao escritor Miguel Torga.
A 5 de maio de 1946, casou civilmente na freguesia da Sé, em Lisboa, com o carpinteiro David Ribeiro (Barreiro, Barreiro, c. 1922), filho de Pedro António Ribeiro e de Margarida Baptista Coelho Ribeiro, ambos naturais do Barreiro (ele da freguesia do Barreiro e ela da freguesia de Lavradio). Por sentença de 30 de março de 1955, os dois divorciaram-se litigiosamente. Actriz de teatro de revista, emigra para o Brasil em 1952, onde trabalha como actriz e cantora. Após a morte da mãe, em 1964, regressa a Portugal.
Torna-se na inspiração da canção Teresa Torga de Zeca Afonso, quando no dia 7 de Maio de 1975, se despiu no cruzamento da Avenida Miguel Bombarda com a Avenida 5 de Outubro.  Gera-se confusão quando o fotógrafo António Capelo resolve fotografá-la, acaba agredido pelos que se encontram no local e é obrigado a entregar o rolo fotográfico. Entretanto Teresa Torga, apática, é levada pelos presentes para a entrada de um prédio onde a vestem e é chamado o 115 (serviço de urgência). Mais tarde será levada pela polícia. Sofria de depressão e, alegadamente, já tinha estado internada no hospital Júlio de Matos, informação não confirmada pelo hospital.
A notícia é lida por Zeca Afonso que escreve a canção Teresa Torga que faz parte do alinhamento do disco Com as minhas tamanquinhas. É desta canção que sai a frase "Mulher na democracia, não é biombo de sala".
Morreu a 8 de abril de 2007, em Lisboa, aos 74 anos. Foi sepultada no cemitério dos Olivais.
Em 2025, Tiago Rodrigues escreveu e encenou, o espectáculo No Yogurt for the Dead, no qual é lida a reportagem realizada por Rogério Rodrigues. 

## Ligações Externas
- Youtube | Teresa Torga por José Afonso
- Universidade do Minho - Projecto Natura| Letra de Teresa Torga de José Afonso